# Kirys

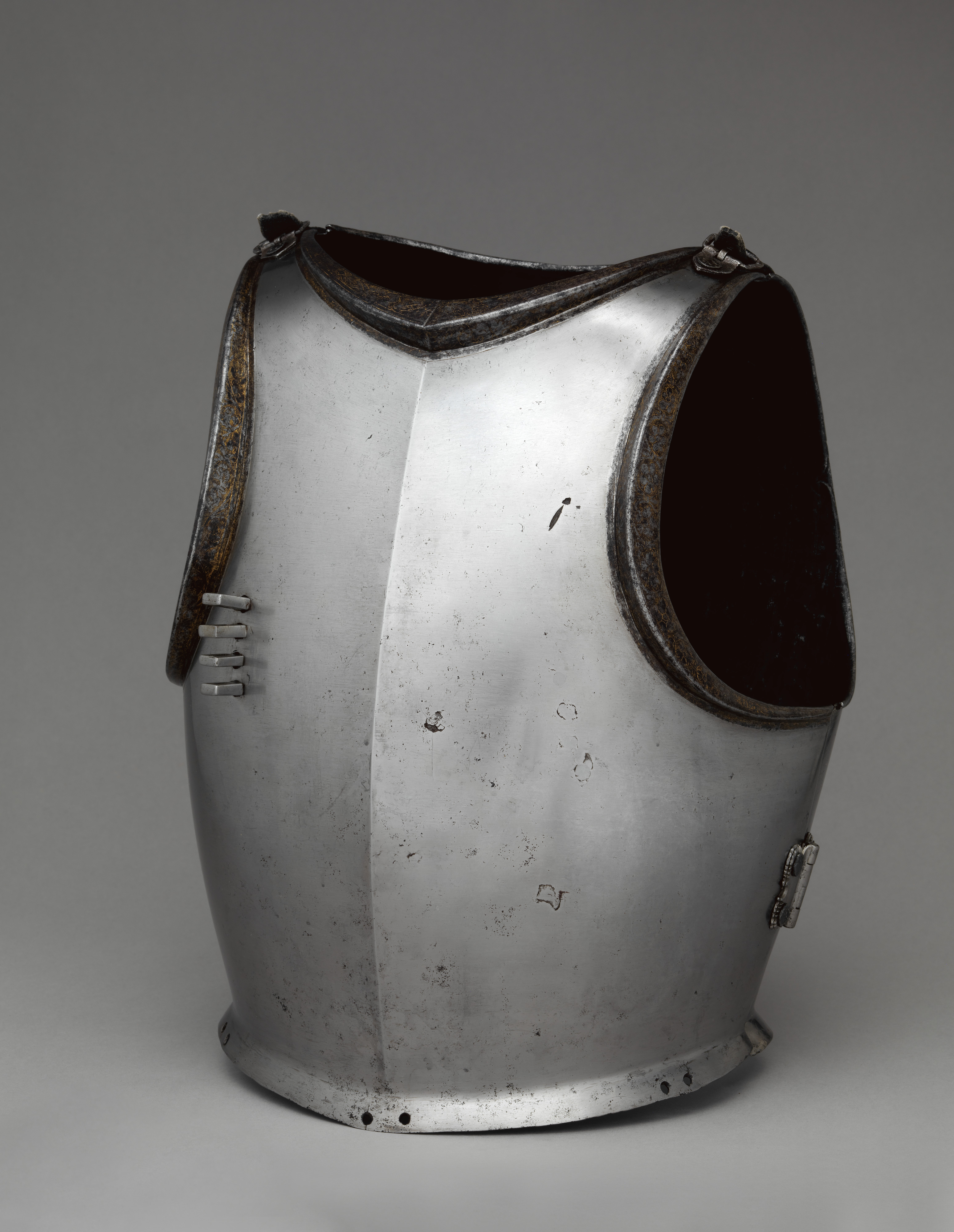
Kirys, XV–XVI w.

Kirys – zbroja ochraniająca korpus składająca się z dwóch części: ochraniającego pierś napierśnika i osłaniającego plecy naplecznika, połączonych za pomocą rzemieni i klamer w pasie, po bokach i na ramionach. Do jego dolnej części, można było przymocować dodatkowe elementy chroniące uda (np. nabiodrki czy fartuch z taszkami).
Początkowo kirys wyrabiany był ze specjalnie utwardzanej skóry. Grecy wytwarzali z brązu kirys torsowy z odzwierciedleniem muskulatury ludzkiego torsu. Ostatecznie ten element zbroi wytwarzano z żelaza. Starożytni Rzymianie używali kirysu w postaci zbroi płytowej lorica segmentata w I-III wieku. W średniowieczu łączono go często z kolczugą lub jako części pełnej zbroi płytowej. W Polsce znany jest kirys karacenowy (używany od XV wieku do schyłku XVIII w.) i kirys husarski, na zachodzie Europy dominowały tzw. kirysy kamizelkowe. Występował również jako część zbroi kirasjerskiej, będąc jedyną, poza hełmem, ochroną. Do dziś spotykany na wyposażeniu francuskich i włoskich reprezentacyjnych gwardii. W Indiach występował w formie zbroi zwanej cztery lustra.